# El Café y Anexas
El Café y Anexas är en ort i Mexiko.   Den ligger i kommunen José Azueta och delstaten Veracruz, i den sydöstra delen av landet, 400 km öster om huvudstaden Mexico City. El Café y Anexas ligger 45 meter över havet och antalet invånare är 210.
Terrängen runt El Café y Anexas är platt, och sluttar österut. Runt El Café y Anexas är det ganska glesbefolkat, med 25 invånare per kvadratkilometer. Närmaste större samhälle är Playa Vicente, 18,3 km sydväst om El Café y Anexas. Omgivningarna runt El Café y Anexas är en mosaik av jordbruksmark och naturlig växtlighet.